# تکواژ صفر
تکواژ صفر (به انگلیسی: zero morpheme) یا تکواژ تهی (به انگلیسی: null morpheme) در ساختواژه به تکواژی گفته می‌شود که علی‌رغم داشتن معنا یا نقش دستوری، فاقد بازنمایی صوری است. این تکواژ معمولاً به صورت 0 یا ∅ نمایش داده‌می‌شود.

## در فارسی
در زبان فارسی ضمیر متصل سوم شخص مفرد یک تکواژ صفر به‌شمار می‌آید.
- رفت + ∅ = رفت (سوم شخص مفرد)

## در انگلیسی
عقیده بر این است که در واژه‌های انگلیسی‌ای که صورت مفرد و جمع آنها یکسان است (مانند: sheep, fish)، در صورت جمع تکواژ صفر حضور دارد:
- sheep (مفرد) + ∅ = sheep (جمع)
- fish (مفرد) + ∅ = fish (جمع)

## موضوعات مرتبط
- تکواژ
- اشتقاق (زبان‌شناسی)
- تصریف
- ساختواژه